# Chapelle de la communauté des Sœurs de Marie Réparatrice (Strasbourg)
La chapelle de la communauté des Sœurs de Marie Réparatrice est située au n°14 rue Sainte-Élisabeth (quartier du Finkwiller) à Strasbourg.